# Meima Cuo
Meima Cuo (kinesiska: 美马错) är en sjö i Kina. Den ligger i den autonoma regionen Tibet, i den sydvästra delen av landet, omkring 980 kilometer nordväst om regionhuvudstaden Lhasa. Meima Cuo ligger 4 920 meter över havet. Arean är 128 kvadratkilometer. Den sträcker sig 22,2 kilometer i nord-sydlig riktning, och 24,4 kilometer i öst-västlig riktning.
Genomsnittlig årsnederbörd är 202 millimeter. Den regnigaste månaden är augusti, med i genomsnitt 55 mm nederbörd, och den torraste är november, med 1 mm nederbörd.